# Kristen Holbø

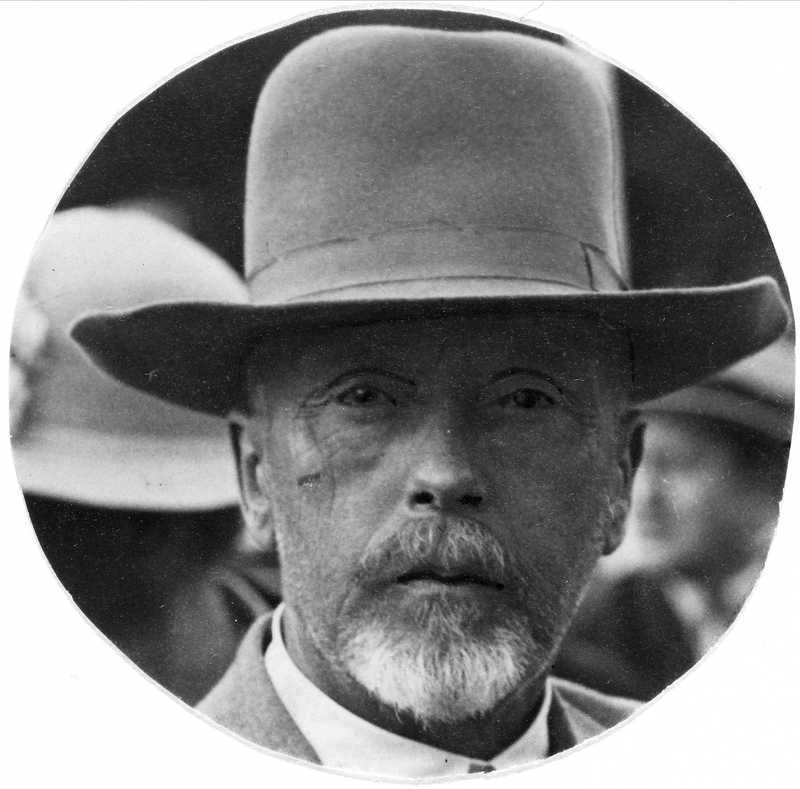
Kristen Holbø.

Kristen Holbø, född 13 september 1869 i Vågå, död 13 oktober 1953 i Lillehammer, var en norsk konstnär.
Holbø stod först impressionismen nära, men utvecklade senare under inflytande av Kristian Zahrtmann kraft och rikedom i koloriten. Han fann de flesta av sina motiv i trakterna av Jotunheimen med dess storslagna natur. En stämning av svårmod och naturmystik genomtränger hans färgstarka och robusta landskapsstudier. Holbø ägnade sig även åt reliefplastik. Han är representerad på Nationalmuseum.